# Snö (sång)
Snö är ledmotivet till långfilmen Arn – Tempelriddaren från 2007 och är inspelat av Laleh med London Symphony Orchestra i England. "Snö" blev nummer 66 på Trackslistans årslista för 2008. Den nådde 14:e plats på Sverigetopplistan.

## Listplaceringar
| Lista (2008) | Topplacering |
| ------------ | ------------ |
| Sverige      | 14           |